# Glória do Ribatejo e Granho
Glória do Ribatejo e Granho (llamada oficialmente União das Freguesias de Glória do Ribatejo e Granho) es una freguesia portuguesa del municipio de Salvaterra de Magos, distrito de Santarén.

## Historia
Fue creada el 28 de enero de 2013 en aplicación de una resolución de la Asamblea de la República de Portugal promulgada el 16 de enero de 2013 con la unión de las freguesias de Glória do Ribatejo y Granho, pasando su sede a estar situada en la antigua freguesia de Glória do Ribatejo.

## Demografía
| Gráfica de evolución demográfica de Glória do Ribatejo e Granho entre 2011 y 2021 |
|                                                                                   |
| Datos según el nomenclátor publicado por el INE portugués.                        |